# Cantón Quinindé
Cantón Quinindé är en kanton i Ecuador.   Den ligger i provinsen Esmeraldas, i den nordvästra delen av landet, 140 km väster om huvudstaden Quito.